# 佩爾泰加峰

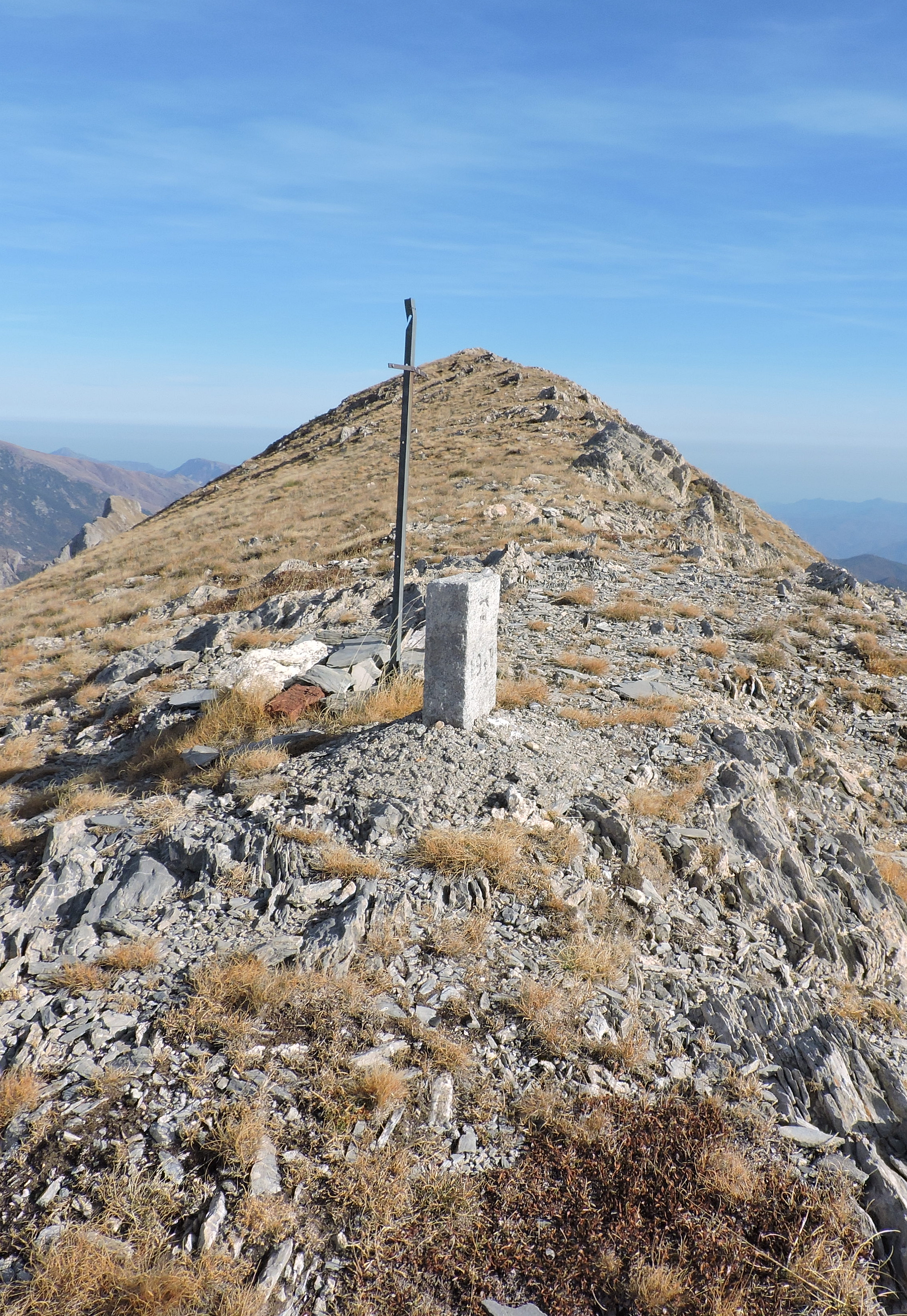

44°08′50.39″N 7°40′45.19″E / 44.1473306°N 7.6792194°E
佩爾泰加峰（法語：Cima di Pertegà），是西歐的山峰，位於法國和意大利接壤的邊境，由普羅旺斯-阿爾卑斯-蔚藍海岸大區和皮埃蒙特大區負責管轄，屬於利古里亞阿爾卑斯山脈的一部分，海拔高度2,404米。